# Moderne vijfkamp op de Olympische Zomerspelen 1952
De moderne vijfkamp is een van de sporten die beoefend werden tijdens de Olympische Zomerspelen 1952 in Helsinki.

## Heren

### Individueel
| rang   | sporter          | land | Paardensport | Schermen | Schieten | Zwemmen | Atletiek | totaal |
| ------ | ---------------- | ---- | ------------ | -------- | -------- | ------- | -------- | ------ |
| Goud   | Lars Hall        | SWE  | 1            | 7        | 15       | 1       | 8        | 32     |
| Zilver | Gábor Benedek    | HUN  | 8            | 2        | 9        | 18      | 2        | 39     |
| Brons  | István Szondy    | HUN  | 3            | 4        | 12       | 5       | 17       | 41     |
| 4      | Igor Novikov     | URS  | 24           | 13       | 4        | 4       | 10       | 55     |
| 5      | Olavi Mannonen   | FIN  | 2            | 37       | 10       | 9       | 4        | 62     |
| 6      | Frederick Denman | USA  | 9            | 11       | 6        | 17      | 19       | 62     |
| 7      | Lauri Vilkko     | FIN  | 11           | 38       | 1        | 8       | 5        | 63     |
| 8      | W. Thad McArthur | USA  | 12           | 23       | 29       | 3       | 1        | 68     |

### Team
| rang   | sporters                                                        | land | Paardensport | Schermen | Schieten | Zwemmen  | Atletiek | totaal      | team |
| ------ | --------------------------------------------------------------- | ---- | ------------ | -------- | -------- | -------- | -------- | ----------- | ---- |
| Goud   | Gábor Benedek István Szondy Aladár Kovácsi                      | HUN  | 8 3 10       | 2 4 10   | 9 12 24  | 16 5 25  | 2 16 20  | 37 40 89    | 166  |
| Zilver | Lars Hall Torsten Lindqvist Claes Egnell                        | SWE  | 1 4 13       | 7 6 3    | 15 40 13 | 1 7 21   | 8 15 28  | 32 72 78    | 182  |
| Brons  | Olavi Mannonen Lauri Vilkko Olavi Rokka                         | FIN  | 2 11 25      | 35 36 19 | 10 1 19  | 9 8 10   | 4 5 19   | 60 61 92    | 213  |
| 4      | Frederick Denman W. Thad McArthur Guy Troy                      | USA  | 9 12 6       | 11 22 17 | 6 27 8   | 15 3 31  | 18 1 29  | 59 65 91    | 215  |
| 5      | Igor Novikov Pavel Rakitjansky Aleksandr Dechajev               | URS  | 23 18 35     | 13 27 29 | 4 32 45  | 4 27 6   | 10 13 7  | 54 117 122  | 293  |
| 6      | Eduardo Leal Medeiros Aloysio Alves Borges Eric Tinoco Marques  | BRA  | 22 29 43     | 23 1 18  | 5 37 28  | 2 19 13  | 25 21 27 | 77 107 129  | 313  |
| 7      | Nilo Floody Buxton Hernán Fuentes Besoaín Luis Carmona Barrales | CHI  | 19 34 24     | 9 21 12  | 17 3 26  | 30 23 37 | 26 33 22 | 101 114 121 | 336  |
| 8      | Luis Riera Carlos Velázquez Jorge Cáceres Monie                 | ARG  | 5 16 32      | 30 31 37 | 31 7 14  | 11 38 26 | 17 24 36 | 94 116 145  | 355  |

## Medaillespiegel
| rang   | land      | goud | zilver | brons | totaal |
| ------ | --------- | ---- | ------ | ----- | ------ |
| 1      | Hongarije | 1    | 1      | 1     | 3      |
| 2      | Zweden    | 1    | 1      | 0     | 2      |
| 3      | Finland   | 0    | 0      | 1     | 1      |
| totaal | totaal    | 2    | 2      | 2     | 6      |